# Ivan Boesky
Ivan Frederick Boesky (Detroit, 6 de marzo de 1937-La Jolla, 20 de mayo de 2024) fue un financista estadounidense.

## Biografía
Nació en Detroit. Licenciado en Derecho en el Detroit College of Law, empezó como inspector de Hacienda en Detroit, pero se trasladó a la ciudad de Nueva York en 1966 para convertirse en financista. Fue ascendiendo rápidamente, logrando crear un imperio basado en sus excepcionales capacidades para las finanzas. 
Su perspicacia a la hora de prever las adquisiciones de unas empresas por otras lo convirtió en uno de los agentes de bolsa más ricos de Nueva York. Sin embargo, en 1986, inspectores federales descubrieron que un empleado de la empresa Drexel Burnham Lambert, Inc., había estado transfiriendo información privilegiada a Boesky, entre otros. Fue condenado por fraude, por lo que llegó a un acuerdo con el Gobierno para darle información a cambio de una sentencia de cárcel menor. Tuvo que pagar una fianza de 100 millones de dólares como garantía por la liquidación de su Agencia de Cambio y Bolsa y se le prohibió el ejercicio de las finanzas para el resto de su vida. Pasó dos años encarcelado en la Lompoc Federal Prison Camp de California y después seis meses más en una cárcel de mínima seguridad. Fue puesto en libertad en 1990.